# Port Kembla
Port Kembla ist ein industrieller Vorort etwa acht Kilometer südlich der Stadt Wollongong in der Illawarra Region des australischen Bundesstaates New South Wales und zählte bei der Volkszählung 2021 etwa 5000 Einwohner. Der Name „Kembla“ ist der Sprache der Eingeborenen entlehnt und bedeutet etwa so viel wie „viele wilde Vögel“.  Bereits 1770 hat James Cook die Küste hier kartographisch erfasst.
In Port Kembla befindet sich ein Seehafen und einer der größten Industriekomplexe Australiens, einst bekannt für das Stahlwerk von BHP. BlueScope Steel, eine von BHP abgetrennte Firma betreibt vor Ort noch Stahlherstellung für den nationalen Markt. Der Ort ist zusehends beispielhaft für die fortschreitende Deindustrialisierung des fünften Kontinents.
Von den Einwohnern gaben 2021 rund 8 % an im ehemals jugoslawischen Mazedonien und je 2 % in Italien, England und Neuseeland geboren zu sein. Das Median-Einkommen lag bei etwa drei Vierteln des Durchschnittes von Neusüdwales. Die Arbeitslosigkeit betrug 5,8 %. Bei den meisten Gebäuden handelt es sich um freistehende Häuser.

## Persönlichkeiten
- Brian K. Hall (* 1941), australisch-kanadischer Entwicklungsbiologe und Hochschullehrer

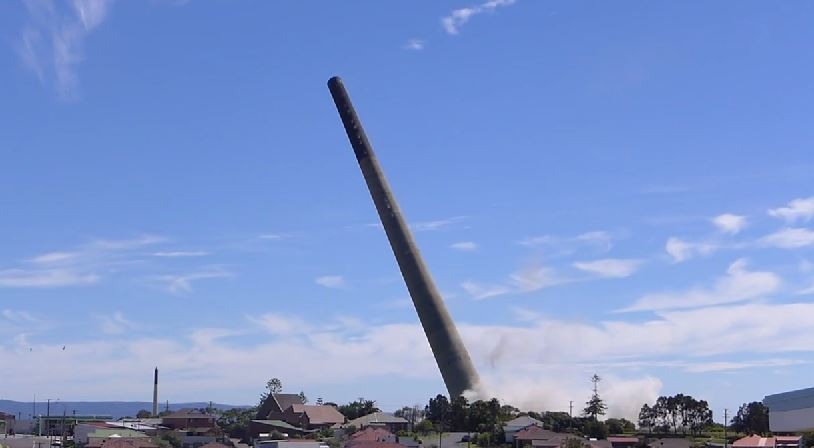
Deindustrialisierung: Schornsteinsprengung 2014
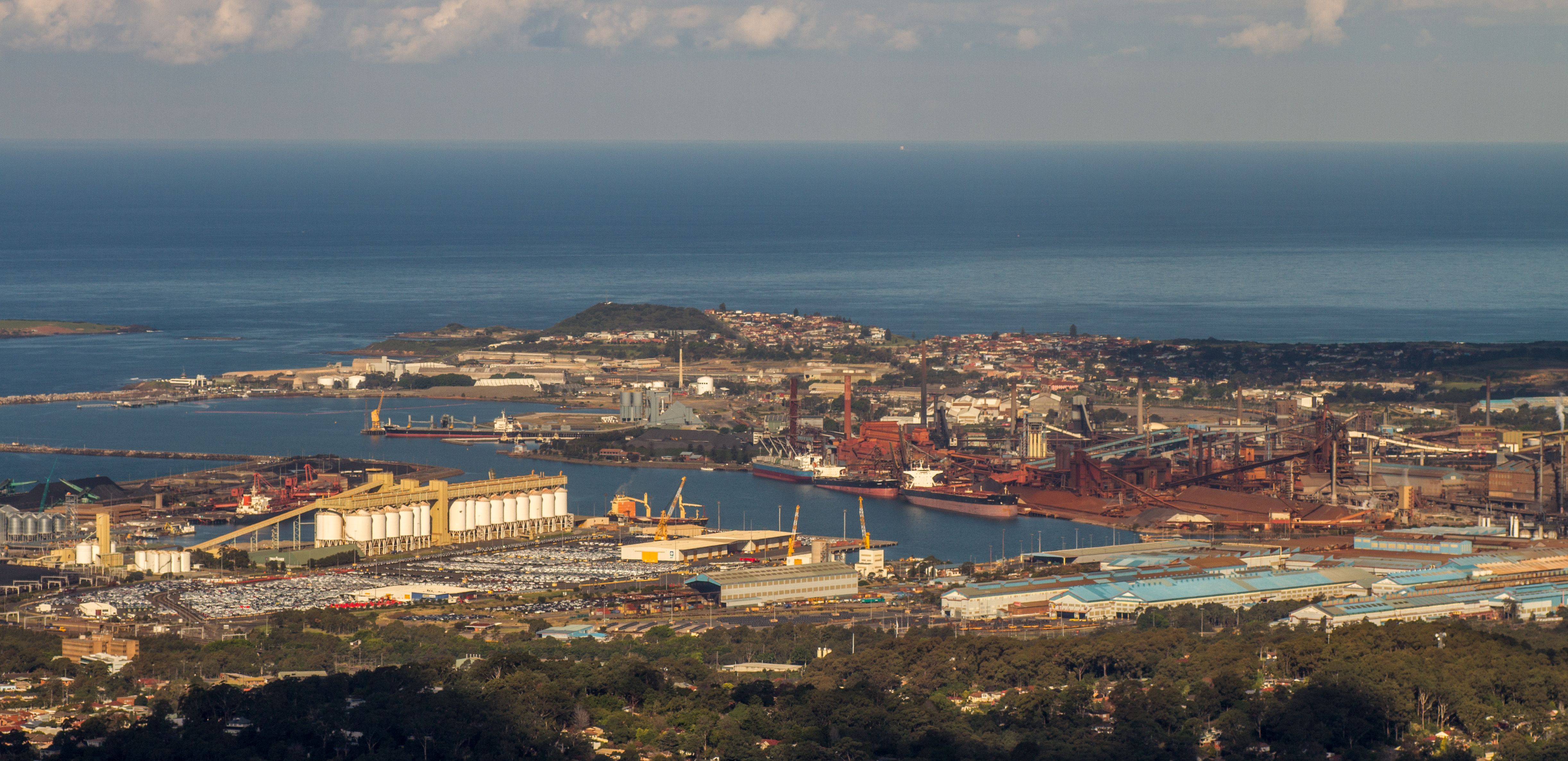
Ansicht von Sublime Point 2015
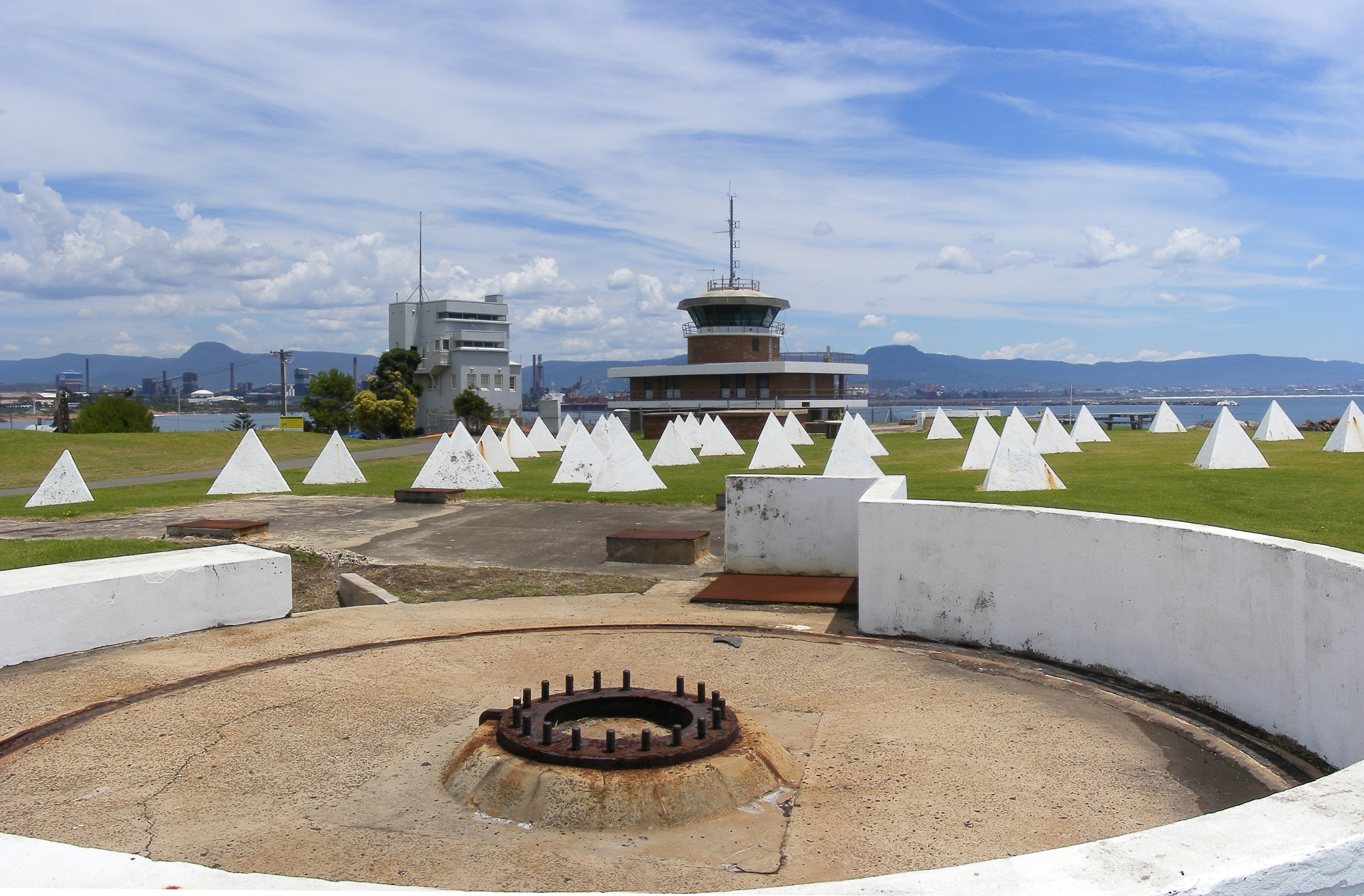
Verteidigungsanlage aus den Zweiten Weltkrieg
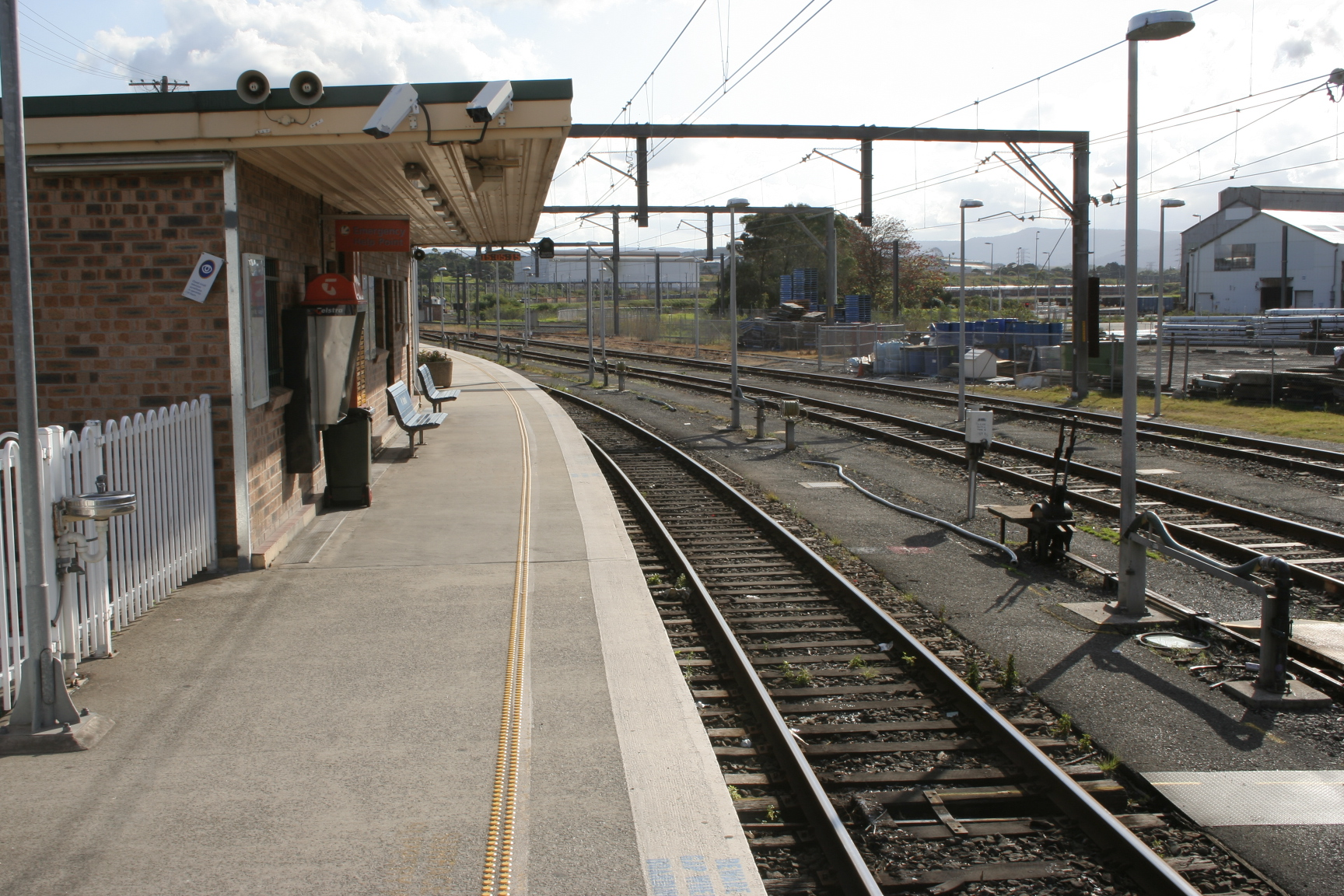
Bahnsteig auf dem Bahnhof